# Niżnij Klin
Niżnij Klin (ros. Нижний Клин) – wieś (ros. село, trb. sieło) w zachodniej Rosji, w sielsowiecie swierdlikowskim rejonu sudżańskiego w obwodzie kurskim.

## Geografia
Miejscowość położona jest nad rzeką Snagosć, 5,5 km od granicy z Ukrainą, 5 km od centrum administracyjnego sielsowietu swierdlikowskiego (Swierdlikowo), 17 km od centrum administracyjnego rejonu (Sudża), 93 km od Kurska.

## Demografia
W 2010 r. miejscowość zamieszkiwała 1 osoba.